# L'Apoteosi di George Washington

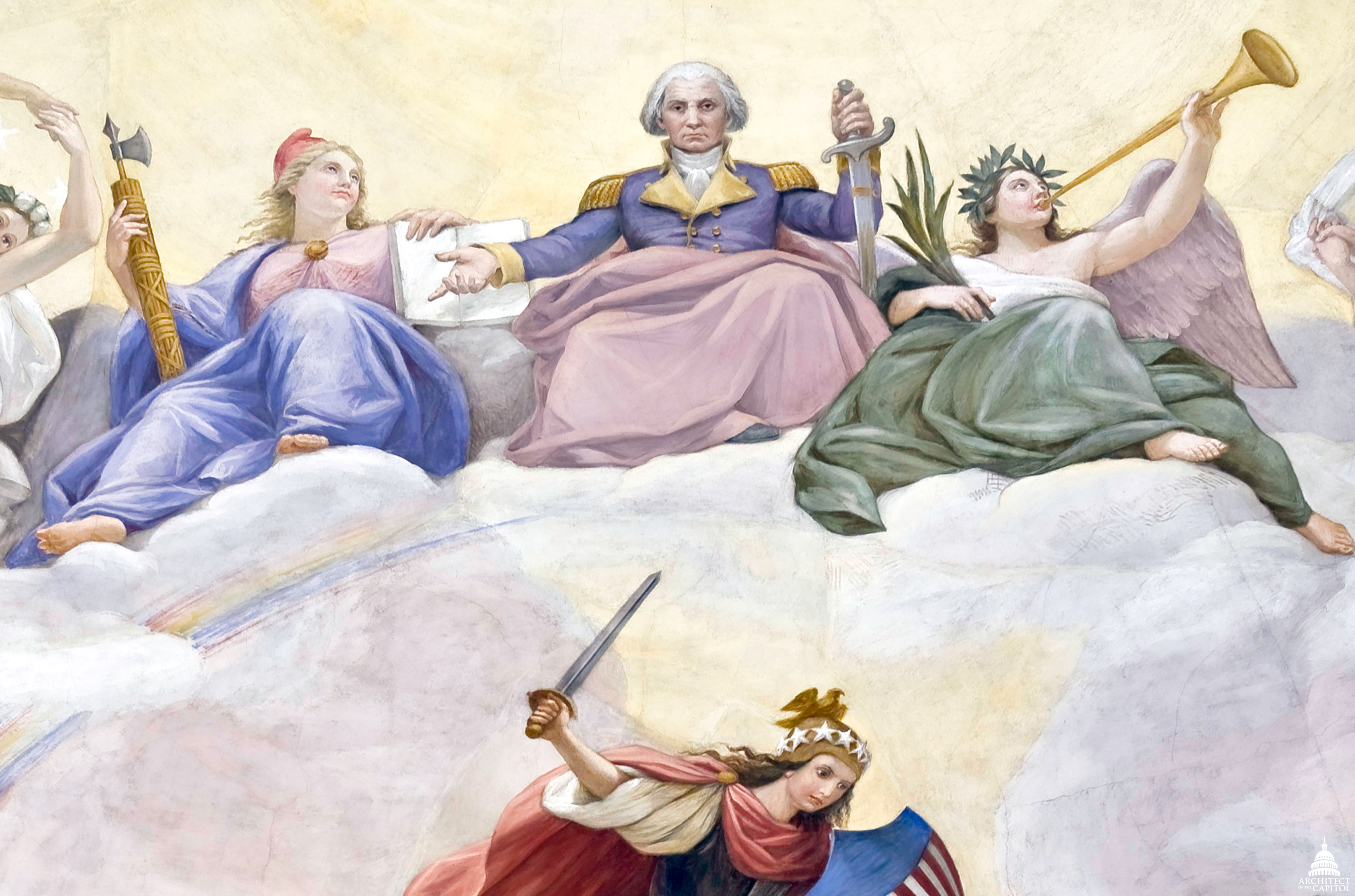
Dettaglio raffigurante George Washington

L'Apoteosi di Washington (The Apotheosis of Washington) è un affresco dell'artista italiano Constantino Brumidi, realizzato nel 1865 per il Governo federale degli Stati Uniti d'America. 
Si trova in cima alla cupola nella Rotonda del Campidoglio degli Stati Uniti. L'affresco è sospeso a 55 metri sopra il pavimento della Rotonda e copre un'area di 433,3 metri quadrati. Per la sua realizzazione, durata 11 mesi, l'autore fu pagato $40.000 (che nel 2022 corrispondono a $684.176,69).

## Descrizione e stile

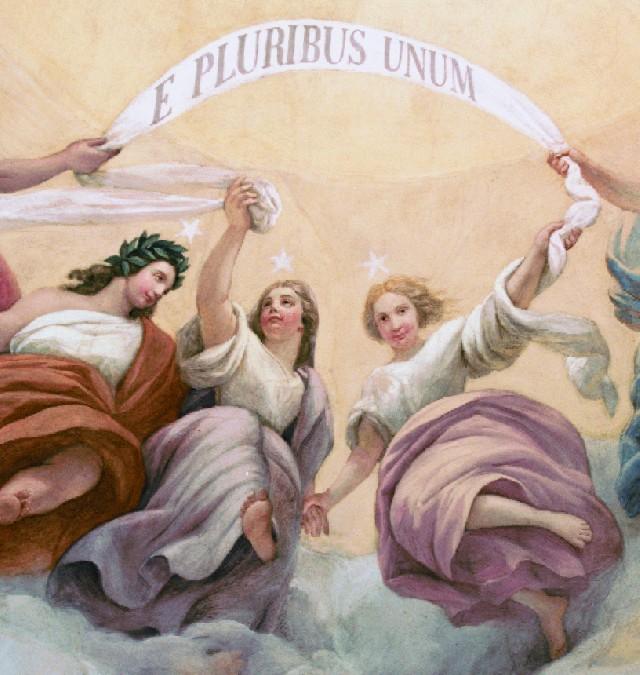
Dettaglio della scritta E Pluribus Unum, motto non ufficiale degli Stati Uniti.

L'Apoteosi di Washington raffigura George Washington, primo presidente degli Stati Uniti e Comandante dell'Esercito continentale durante la guerra d'indipendenza americana, asceso in Paradiso come un dio (apoteosi), Jupiter Indiges.  All’interno del dipinto, l’artista scegli di alternare personaggi reali a personaggi che derivano dalla mitologia classica.
L'opera è stata arricchita dall'autore di simbolismi che rimandano alla religione civile americana, alla tradizione classica e alla tradizione della Massoneria, di cui lo stesso Washington era parte.
Washington tiene in mano una spada, rivolta verso il basso, e indossa il viola, colore tradizionalmente indossato dai generali dell'antica Repubblica Romana durante i trionfi, affiancato dalla dea Vittoria alla sua sinistra e la dea Libertà alla sua destra, con un arcobaleno ai suoi piedi.
Vittoria è drappeggiata di verde e indossa un corno, mentre Libertà indossa un berretto frigio rosso simboleggiante l'emancipazione, secondo una tradizione romana che prevedeva che agli schiavi che venivano manomessi (cioè liberati) venisse dato un berretto di feltro. Tiene un fascio nella mano destra e un libro aperto nell'altra, a cui Washington fa un cenno con la mano destra.
A formare un cerchio tra Libertà e Vittoria ci sono 13 fanciulle, ognuna con una stella sopra la testa, che rappresentano le 13 colonie originali. Molte delle fanciulle voltano le spalle a Washington: si dice che rappresentino le colonie che si erano separate dall'Unione durante la guerra civile da poco terminata al momento della realizzazione dell'opera. Dall'altra parte del cerchio rispetto a Washington vi è uno striscione con su scritto E Pluribus Unum (in italiano: Dai molti uno), motto non ufficiale degli Stati Uniti.
Intorno a Washington, le due dee e le 13 fanciulle ci sono sei scene allineate lungo il perimetro, ognuna delle quali rappresenta allegoricamente un concetto nazionale: a partire da sotto Washington al centro e in senso orario Guerra, Scienza, Marina, Commercio, Meccanica e Agricoltura. Le scene perimetrali non sono completamente visibili dal pavimento del Campidoglio.
| Scena | Descrizione |
| ----- | --- |
|       | Guerra Columbia (Libertas, in inglese Freedom) appare come Guerra e personificazione degli Stati Uniti, si trova direttamente sotto Washington. La scena raffigura una donna che combatte per la libertà con una spada alzata, un mantello, un elmo e uno scudo (nei colori della bandiera degli Stati Uniti), che calpesta figure che rappresentano la Tirannia e Monarchia. Alla sua sinistra che l'aiuta c'è una feroce aquila calva (l'uccello simbolo degli Stati Uniti), l'Aquila di Giove, che trasporta delle frecce (che ricordano le frecce portate dall'aquila nello Stemma degli Stati Uniti). |
|       | Scienza Minerva, la dea romana dell'artigianato e della saggezza, è ritratta con elmo e lancia indica un generatore elettrico che crea energia immagazzinata in batterie accanto a una macchina da stampa, che rappresenta le grandi invenzioni statunitensi. Gli scienziati e inventori statunitensi Benjamin Franklin, Samuel FB Morse e Robert Fulton la guardano. Nella parte sinistra della scena un insegnante che mostra l'uso dei compassi. |
|       | Marina Questa scena mostra Nettuno, il dio romano del mare, con tridente e corona di alghe che cavalca un carro di conchiglie trainato da cavallucci marini. Venere, dea dell'amore, secondo la tradizione nata dal mare, è raffigurata mentre aiuta a posare il cavo telegrafico transatlantico che andava dal Nord America al Telegraph Field in Irlanda. In fondo vi è una nave da guerra corazzata con ciminiere. |
|       | Commercio Mercurio, il dio romano del commercio, con il suo petaso alato, i sandali e un caduceo, è raffigurato mentre dona una borsa di monete a uno dei finanziatori della guerra d'indipendenza, Robert Morris. A sinistra, gli uomini spostano una scatola su un carrello; a destra, i marinai conducono l'osservatore direttamente alla scena adiacente, Marina. |
|       | Meccanica Vulcano, il dio romano del fuoco e della fucina, è raffigurato in piedi su un'incudine con il piede su un cannone accanto a una pila di palle di cannone. Sullo sfondo è presente un motore a vapore. Si pensa che l'uomo della fucina rappresenti Charles Thomas, il supervisore della lavorazione del ferro durante la costruzione della cupola del Campidoglio. |
|       | Agricoltura Cerere, la dea romana dell'agricoltura, è raffigurata con una corona di grano e una cornucopia, simbolo di abbondanza, mentre è seduta su una mietitrice meccanica McCormick. La personificazione della Giovane America, con indosso un berretto frigio, tiene le redini dei cavalli, mentre la dea Flora raccoglie fiori in primo piano. |